# Carlo Marrale
Carlo Marrale (Genova, 15 marzo 1952) è un cantante, chitarrista e compositore italiano.

## Biografia
È stato uno dei membri fondatori del gruppo dei J.E.T. e poi dei Matia Bazar, firmando come autore delle musiche la maggior parte dei successi internazionali del gruppo, come Stasera... che sera!, Per un'ora d'amore, Cavallo bianco, Che male fa (interpretata anche da Mina), C'è tutto un mondo intorno, Mr. Mandarino, Vacanze romane, Ti sento. Molte sue canzoni sono state incise da altri artisti in tutto il mondo, tra cui Irene Cara, Pet Shop Boys, Labyrinth, Queensrÿche, Mina, Musica Nuda, Milva, Miguel Bosé, Valeria Visconti, Sergio Dalma.
Alla fine del 1993 decide di lasciare i Matia Bazar, sia per coltivare la sua carriera da solista, sia per contrasti con il resto del gruppo, in particolare con Laura Valente. Marrale non superò mai il dispiacere per l'abbandono di Antonella Ruggiero ed era contrario a sostituirla, voleva essere lui il cantante del gruppo.
Nel 1994 partecipa per l'ottava volta al Festival di Sanremo con L'ascensore, senza il suo complesso, i Matia Bazar, e pubblica il primo album da solista, Tra le dita la vita.
Nel 2003 firma il brano Odissea, che nell'interpretazione dei tenori Salvatore Licitra e Marcelo Álvarez scala le classifiche statunitensi piazzandosi al primo posto (caso molto raro per canzoni italiane). L'album che contiene il brano è Duetto (Sony, 2003). Anche il gruppo heavy metal statunitense Queensrÿche ha inserito Odissea nel suo unico album di cover, Take Cover, accanto a nuove versioni di canzoni dei Queen, dei Pink Floyd, degli U2 e di Peter Gabriel.
A novembre del 2007 pubblica l'album Melody Maker, da cui viene estratto il singolo Controtendenza, il cui video animato è realizzato da Vince Ricotta.
Parallelamente alla carriera musicale, Marrale si dedica alla pittura e alla fotografia.
Dal 2023 è testimonial ufficiale dei City Angels.

## Discografia

### Con i J.E.T.
- 1973 - Fede, speranza, carità

### Con i Matia Bazar
- 1976 - Matia Bazar 1
- 1977 - Gran Bazar
- 1978 - Semplicità
- 1979 - Tournée
- 1980 - Il tempo del sole
- 1981 - Berlino, Parigi, Londra
- 1983 - Tango
- 1984 - Aristocratica
- 1985 - Melanchólia
- 1987 - Melò
- 1989 - Red Corner
- 1991 - Anime pigre
- 1993 - Dove le canzoni si avverano

### Da solista
- 1994 - Tra le dita la vita (DDD - La Drogueria di Drugolo, 74321 18906 2)
- 2007 - Melody Maker (Nar International-Carlitos)

## Collaborazioni
- Mina - Nell'album "Sorelle Lumiere" è autore di "Se poi"
- Milva - Nell'album "Uomini addosso" è autore di "Mon amour"
- Miguel Bosé -  Nell'album "XXX" è autore di "New tracks in the dust"
- Salvatore Licitra e Marcelo Álvarez - Nell'album "Duetto" è autore di "Odissea"
- Lorella Cuccarini - Nell'album "Voci" è autore di "Bizzarra vita Imprevedibile"
- Paola Iezzi - Nell'album "Capo Verde Terra D'Amore Volume 2" canta in duetto il brano "Malacqua"
- Valeria Visconti - autore del brano "È con te"
- Musica Nuda - Nell'album "Complici" è autore, insieme a Bruno Lauzi, del brano "Complici"
- Roberta Alloisio - Nell'album "Xena Tango" è autore del brano "Paloma y Corazon"
- Claudio Sanfilippo - Nell'album "Stile Libero" canta il brano "Il millepiedi"